# Das Testament (Lustspiel)
Das Testament ist ein Lustspiel in fünf Aufzügen von Luise Adelgunde Victorie Gottsched. Der Erstdruck erfolgte 1745 anonym im sechsten Band der Deutschen Schaubühne.

## Inhalt
Die Handlung spielt sich an einem einzigen Tag ab, dem 15. Juni 1745 (ergibt sich aus der vorletzten Szene, der Datumsangabe im Testament), im Landhaus der reichen Witwe von Tiefenborn. Um sie versammelt sind ihr Neffe (Herr von Kaltenbrunn) sowie ihre Nichten Amalie und Karoline. Alle drei sind bei ihr aufgewachsen.
Von Kaltenbrunn und seine Schwester Amalie haben es auf das Erbe der Tante abgesehen und wollen ihr Ende beschleunigen. Von Kaltenbrunn hat sich mit halbseidenen Freunden eingelassen und verprasst sein Erbe schon avant la lettre, indem er seinen Gläubigern verspricht, sie zu entschädigen, sobald er erbt. Amalie benimmt sich der Tante gegenüber scheinheilig und schmeichelt ihr in ihrer Anwesenheit, spricht aber hinter ihrem Rücken schlecht über sie. Die Schwester Karoline ist das Gegenmodell dazu und spricht stets wahrhaftig, auch ihrer Tante gegenüber.
Während eines Gesprächs zwischen Frau von Tiefenborn und dem befreundeten Landrat von Ziegendorf kommt die Rede auch auf dessen Bruder, den Kammerherrn von Ziegendorf (2. Akt, 7. Szene). Dieser wird nicht nur als Love Interest der Tante diskutiert, sondern soll auch als vermeintlicher Arzt Dr. Schlagbalsam eingeführt werden, um von Kaltenbrunn und Amalie zu überführen. Zunächst führt der Hausarzt Dr. Hippokras den falschen Arzt in medizinisches Vokabular ein (4. Akt, 1. Szene). Danach kommt es zur Begegnung zwischen Dr. Schlagbalsam und von Kaltenbrunn und Amalie. Die beiden verlangen von ihm, den Tod der Tante zu beschleunigen, und versprechen ihm eine Belohnung (4. Akt, 2. Szene). Dadurch sind sie überführt und das Finale kann beginnen.
In der vorletzten Szene (5. Akt, 8. Szene) tritt der Notar auf und lässt alle versammeln, um das Testament zu verlesen. (Der Notar sorgt wegen seiner Pedanterie für zahlreiche Zwischenlacher.) Überraschenderweise wird neben Karoline nur noch Dr. Schlagbalsam als Erbe eingesetzt, dessen wahre Identität als Kammerherr von Ziegendorf nun enthüllt wird. Von Kaltenbrunn und Amalie sind beschämt, dürfen aber immerhin weiter bei der Tante wohnen. Nebenbei wurden auch die beiden anwesenden Freier von Wagehals und von Kreuzweg als geldgierig entlarvt; ihr Werben um Amalie wird sofort eingestellt, als sich abzeichnet, dass sie nichts erben wird.

## Ausgaben
- Erstausgabe (1745) in der Google-Buchsuche
- Das Testament bei Zeno.org